# Феодал
Феода́л (лат. feōdum, от франкск. *fëhu-ôd) — землевладелец в эпоху феодализма (владелец феода).
В различных государствах того периода времени имели различные названия. В Испании — идальго (исп. hidalgo, от hijo de algo — «сын кого-то»); в Португалии — фидалгу (порт. fidalgo, от filho  de  algo).

## Феодалы в Западной Европе
В Западной Европе в Средние века положение феодалов было подобно расстановке на лестнице («феодальная лестница»): нижестоящий (рыцарь) получает за службу земельный надел (землю и крепостных) у вышестоящего (барона). Во главе феодальной лестницы стоял король, но его власть обычно была значительно ослаблена по сравнению с полномочиями крупных сеньоров, которые, в свою очередь, не имеют абсолютной власти над всеми землевладельцами, стоящими ниже их в феодальной лестнице (принцип «вассал моего вассала — не мой вассал», действовавший во многих государствах континентальной Европы). Крестьяне трудились на землях, принадлежащих феодалам всех уровней, платя им барщиной или оброком. Крестьяне выращивали и убирали урожай с господских полей, ухаживали за домашними животными и птицей своего господина и не входили в феодальную лестницу. Кроме того, они строили и ремонтировали замки, мосты, дороги, чистили пруды и каналы, ловили рыбу и собирали в лесу грибы и ягоды. Крестьяне обязаны были отдавать феодалу часть продуктов и вещей, произведённых на своих наделах и дома: зерно, масло, мед, пряжу, полотно, одежду, обувь, изделия из кожи, орудия труда.
Феодал мог судить крестьян, наказывать и налагать на них штрафы. Зависимость крестьян от феодалов, как поземельная, так и личная, называется феодальной зависимостью.
Во времена установления феодализма в Западной Европе владение крупного феодала напоминало самостоятельное государство.
Права феодала:
- сбор налогов с населения его феода;
- суд над жителями;
- объявление войны другим феодалам и заключение мира с ними;
- обеспечение безопасности вверенного феода.

Между сеньором и вассалом заключался устный договор. Вассал обязывался верно служить господину, а сеньор обещал вассалу поддержку и покровительство. Однако договор нередко нарушался. Вассалы нападали друг на друга, на владения своего сеньора. Шли непрерывные междоусобные войны. Их целью был захват:
- земель, населённых крестьянами;
- знатного соседа, с которого требовали выкуп за освобождение;
- добычи (грабёж чужих крестьян, церквей и тому подобное).

## Феодалы на Руси
В Киевской Руси феодальная лестница (система сеньоров и вассалов) отсутствовала. Имелись лишь бояре, владевшие наследственными вотчинами. Позднее появились помещики (дворяне), которым монарх предоставлял поместье в условное держание (при условии военной службы). С XV века возникло крепостное право. С начала XVIII века статус поместья и вотчины был уравнен, а с 1762 года дворяне были избавлены от обязательной службы (Манифест о вольности дворянства).

## Мораль и обычаи феодалов
Феодалы обычно презирали расчётливость и бережливость. Чтобы заслужить уважение других феодалов, феодал должен был проявлять щедрость. Доходы, получаемые от крестьян, и военная добыча чаще всего шли на подарки, пиры, охоту, дорогую одежду, на содержание множества слуг.
Позднее феодалы выработали особые правила рыцарской чести: рыцарь должен искать подвигов, бороться с врагами христианской веры, защищать слабых и обиженных. Правила чести применялись только в отношениях между феодалами. Здесь они, однако, тоже постоянно нарушались. В повседневной жизни, в семье многие феодалы были грубы, жестоки и заносчивы. Выдранные волосы и сломанные носы жен были самым обычным явлением.
К труженикам крестьянам, ко всем «неблагородным» они относились свысока, называли их «подлым простонародьем». «Лучше всего, когда крестьянин плачет; худо, когда он радуется», — говорили господа. Даже в песнях феодалы выражали ненависть к людям, которые их кормили и одевали:

- Мужики, что злы и грубы,
На дворянство точат зубы,
Только нищими мне любы!
Любо видеть мне народ
Голодающим, раздетым,
Страждущим, необогретым!..
Чтоб крестьяне не жирели,
Чтоб лишения терпели, —
Надобно из года в год
Всех держать их в чёрном теле…
(Бертран де Борн, 1195 год[3], перевод В. А. Дынник[4])

Знаменитая крестьянская война Жакерия в средневековой Франции была вызвана именно тяжкой эксплуатацией крестьянства спесивыми феодалами. Название война приобрела от презрительного названия французского крестьянина «Жак — простак» (фр. Jacque — bon homme), буквально «Жак — хороший человек».